# Масерија Мазили (Беневенто)
Масерија Мазили је насеље у Италији у округу Беневенто, региону Кампанија.
Према процени из 2011. у насељу је живело 56 становника. Насеље се налази на надморској висини од 622 м.